# Kálnoki unitárius templom
A kálnoki unitárius templom műemlékké nyilvánított templom Romániában, Kovászna megyében. A romániai műemlékek jegyzékében a CV-II-a-A-13158 sorszámon szerepel.